# 布恩鎮區 (密蘇里州克勞福德縣)
布恩鎮區（英語：Boone Township）是位於美國密蘇里州克勞福德縣的一個行政鎮區。

## 地方資料
布恩鎮區的面積為174.31平方千米，當中陸地面積為174.15平方千米，而水域面積為0.16平方千米。根據2020年美國人口普查的數據，當地共有人口5822人，而人口密度為每平方千米33.4人。